# Tanzania ai Giochi della XXXIII Olimpiade
La Tanzania ha partecipato ai Giochi della XXXIII Olimpiade, svoltisi a Parigi dal 26 luglio all'11 agosto 2024, con una delegazione di 7 atleti, 4 uomini e 3 donne, in 3 discipline.

## Delegazione
| Sport            | Uomini | Donne | Totale |
| ---------------- | ------ | ----- | ------ |
| Atletica leggera | 2      | 2     | 4      |
| Judo             | 1      | 0     | 1      |
| Nuoto            | 1      | 1     | 2      |
| Totale           | 4      | 3     | 7      |